# Мартін Мююрсепп
Ма́ртін Мю́юрсепп (ест. Martin Müürsepp; 26 вересня 1974, Таллінн, Естонська РСР) — колишній естонський професійний баскетболіст, гравець збірної СРСР і Естонії. 1996 року на драфті НБА його вибрала команда «Юта Джаз» під загальним 25-м номером. Виступав у НБА за команди «Маямі Гіт» і «Даллас Маверікс».

## Ранні роки
Мююрсепп народився в Таллінні, відвідував школи № 39 і 43, а також Талліннську гімназію мистецтв. Спочатку цікавився футболом, але в дев'ять років почав грати в баскетбол під керівництвом колишнього гравця Андреса Шобера, який виступав у Баскетбольної лізі СРСР за команду «Калев» з Таллінна. У 1989 році, після успішних виступів за молодіжні команди Естонської РСР у Фінляндії, Латвії і Москві, Мартін потрапив на очі Станіславу Єрьоміну, який включив гравця в список юнацької збірної СРСР разом з такими гравцями як Віталій Потапенко, Захар Пашутін, Роберт Штельмахер і Дайнюс Адомайтіс.

## Кар'єра гравця
Після виступів за «Калев» і гру в Європі, Мартін вирішив спробувати свої сили в найсильнішій лізі світу і заявив свою кандидатуру на драфт НБА 1996 року. На драфті його обрала під високим 25-м піком команда «Юта Джаз», однак практично відразу після драфту Мюйрсеппа обміняли в «Маямі Гіт» на пік першого раунду майбутнього драфту (23-й пік драфту 2000 року).
Загалом взяв участь у 83 матчах НБА, крім «Маямі» також виступав за «Даллас Маверікс», в середньому набираючи 4,7 очка, роблячи 2,2 підбирання за 11,5 хвилин на майданчику. Найкраще досягнення в кар'єрі — 24 очки та 14 підбирань за 37 хвилин на майданчику. Дотепер Мююрсепп є єдиним естонським баскетболістом, який виступав у НБА.
Після НБА три роки провів у Чемпіонаті Греції, де виступав за «Аріс» і «АЕК». З «АЕКом» у 2000 році виграв Кубок Сапорти, а також два кубки Греції: 2000 і 2001 років.
У 2001-02 і 2003-04 роках ставав срібним призером чемпіонату Росії в складі казанського «УНІКСа», а також в 2002-03 в складі пермського «Урал-Грейта». У 2003-04 роках у складі «УНІКСа» виграв нещодавно створене змагання Євровиклик ФІБА, а також став першим MVP Фіналу чотирьох. У складі московських «армійців» у 2004-05 роках виграв Російську Національну Лігу, а в наступному сезоні знову повернувся в «УНІКС».
У сезоні 2006-07 повернувся в Естонію, де виступав за «Тарту Рок», у серпні 2007 року перейшов у команду «Мельбурн Тайгерс», що представляє чемпіонат Австралії. Через травму пропустив середину сезону й повернувся в Іспанію. У лютому 2008 року підписав контракт зі своєю першою командою, «Калевом». У команді значився майже рік, однак в офіційних матчах участі не брав. У березні 2010 року перейшов у команду Чемпіонату Естонії «Раквере Тарвас». Допоміг команді виграти «срібло» чемпіонату, а за підсумками сезону оголосив про завершення кар'єри гравця.

## Кар'єра тренера
Після завершення ігрової кар'єри Мартін зосередився на тренерській роботі. У серпні 2010 року став помічником тренера БК «Калев». У чемпіонаті Естонії з «Калевом» тричі поспіль ставав чемпіоном. Влітку 2013 року погодив умови контракту на посаду помічника головного тренера чоловічої збірної Білорусі Руслана Бойдакова, яка готувалася до кваліфікаційних матчів чемпіонату Європи 2015.

## Міжнародна кар'єра
1991 року Мююрсепп дебютував у складі молодіжної збірної СРСР на чемпіонаті Європи серед молодіжних команд (до 16 років). Також його включали в склад молодіжної команди Естонії до 22 років. У 1995—2005 і 2007 роках виступав за збірну Естонії. Найбільшу кількість очок (41) набрав у матчі проти збірної Ісландії восени 1998 року в кваліфікаційному раунді до чемпіонату Європи 1999. Мююрсепп виступав за збірну Естонії на чемпіонаті Європи 2001.

## Досягнення

### Клубні
- 1995-96 Чемпіон Естонії («Калев»)
- 1999-00 Володар Кубку Сапорти («АЕК»)
- 1999-00 Володар Кубку Греції («АЕК»)
- 2000-01 Володар Кубку Греції («АЕК»)
- 2003-04 Володар Євровиклику ФІБА («УНІКС»)
- 2004-05 Чемпіон Росії («ЦСКА»)
- 2004-05 Володар Кубку Росії («ЦСКА»)
- 2006-07 Чемпіон Естонії («Тарту Рок»)
- 2008-09 Володар Кубку Естонії з баскетболу («Калев»)

### Індивідуальні
- Гравець року Чемпіонату Естонії (7) : 1996, 2000—2005
- MVP Плей-офф Чемпіонату Росії: 2002–03 («Урал-Грейт»)
- MVP Фіналу чотирьох Євровиклику ФІБА : 2003–04 («УНІКС»)

## Статистика

### Статистика в НБА
| Сезон      | Команда         | GP | GS | MPG  | FG%  | 3P%  | FT%  | RPG | APG | SPG | BPG | PPG |
| ---------- | --------------- | -- | -- | ---- | ---- | ---- | ---- | --- | --- | --- | --- | --- |
| 1996–97    | Маямі Гіт       | 10 | 0  | 2.7  | .357 | .250 | .429 | .5  | .3  | .0  | .1  | 1.7 |
| 1996–97    | Даллас Маверікс | 32 | 0  | 10.0 | .419 | .150 | .679 | 1.9 | .5  | .4  | .3  | 4.3 |
| 1997–98    | Даллас Маверікс | 41 | 7  | 14.7 | .435 | .421 | .761 | 2.8 | .7  | .7  | .3  | 5.7 |
| За кар'єру |                 | 83 | 7  | 11.5 | .425 | .323 | .693 | 2.2 | .6  | .5  | .3  | 4.7 |